# Pól ekliptiky
Pól ekliptiky (severní a jižní) je bod na nebeské sféře s úhlovou vzdáleností 90° od všech bodů ekliptiky. Jinými slovy, průsečík osy dráhy Země kolem Slunce s nebeskou sférou. Přímka protínající severní a jižní pól ekliptiky svírá s přímkou protínající severní a jižní nebeský pól úhel 23°27'. Světový pól koná okolo pólu ekliptiky složený dlouhoperiodický a krátkoperiodický pohyb vlivem precese a nutace. Pól ekliptiky (a tedy i rovina ekliptiky) se mění pomalu v důsledku poruch planet. Severní pól ekliptiky se nachází v souhvězdí Draka a jižní v souhvězdí Mečouna.